# Choc (film)
Pour plus de détails, voir Fiche technique et Distribution.
Choc (Moment to Moment) est un film dramatique américain réalisé par Mervyn LeRoy, sorti en 1966.

## Synopsis
Kay Stanton, Neil Stanton, un psychiatre et leur fils Tommy, vivent sur la Côte d'Azur. Un jour, alors que son mari est absent, Kay fait la connaissance de Mark Dominic, une enseigne de la Marine américaine Mark, et entame une liaison extraconjugale. Plus tard, elle se rend compte qu'elle tient toujours à son mari et décide de mettre fin à sa relation avec Mark. Au cours d'une dispute, Mark se fait accidentellement tirer dessus par Kay et avec l'aide de son amie Daphné, elles jettent le corps au fond d'un ravin. 
Elles appellent ensuite de façon anonyme la police pour leur dire où se trouve le corps. Par la suite, la police prend contact avec Neil, et lui demande de venir en aide à une victime amnésique, qui est en convalescence d'une blessure par balle.  Il s'agit de Mark, qui parvient finalement à retrouver la mémoire mais ne trahit pas Kay. Neil réalise également la vérité mais il est certain que sa femme l'aime vraiment.

## Fiche technique
- Titre original : Moment to Moment
- Titre français : Choc
- Réalisation : Mervyn LeRoy
- Scénario : Alec Coppel et John Lee Mahin
- Photographie : Harry Stradling Sr.
- Montage : Philip W. Anderson
- Musique : Henry Mancini
- Pays d'origine :  États-Unis
- Format : Couleurs - 1,85:1 - Mono
- Genre : Film dramatique
- Date de sortie : 1966

## Distribution
- Jean Seberg : Kay Stanton
- Honor Blackman : Daphne Fields
- Sean Garrison : Mark Dominic
- Arthur Hill : Neil Stanton
- Grégoire Aslan : Insp. DeFargo
- Donald Woods : Mr. Singer
- Walter Reed : Hendricks
- Georgette Anys : Louise